# Lupin

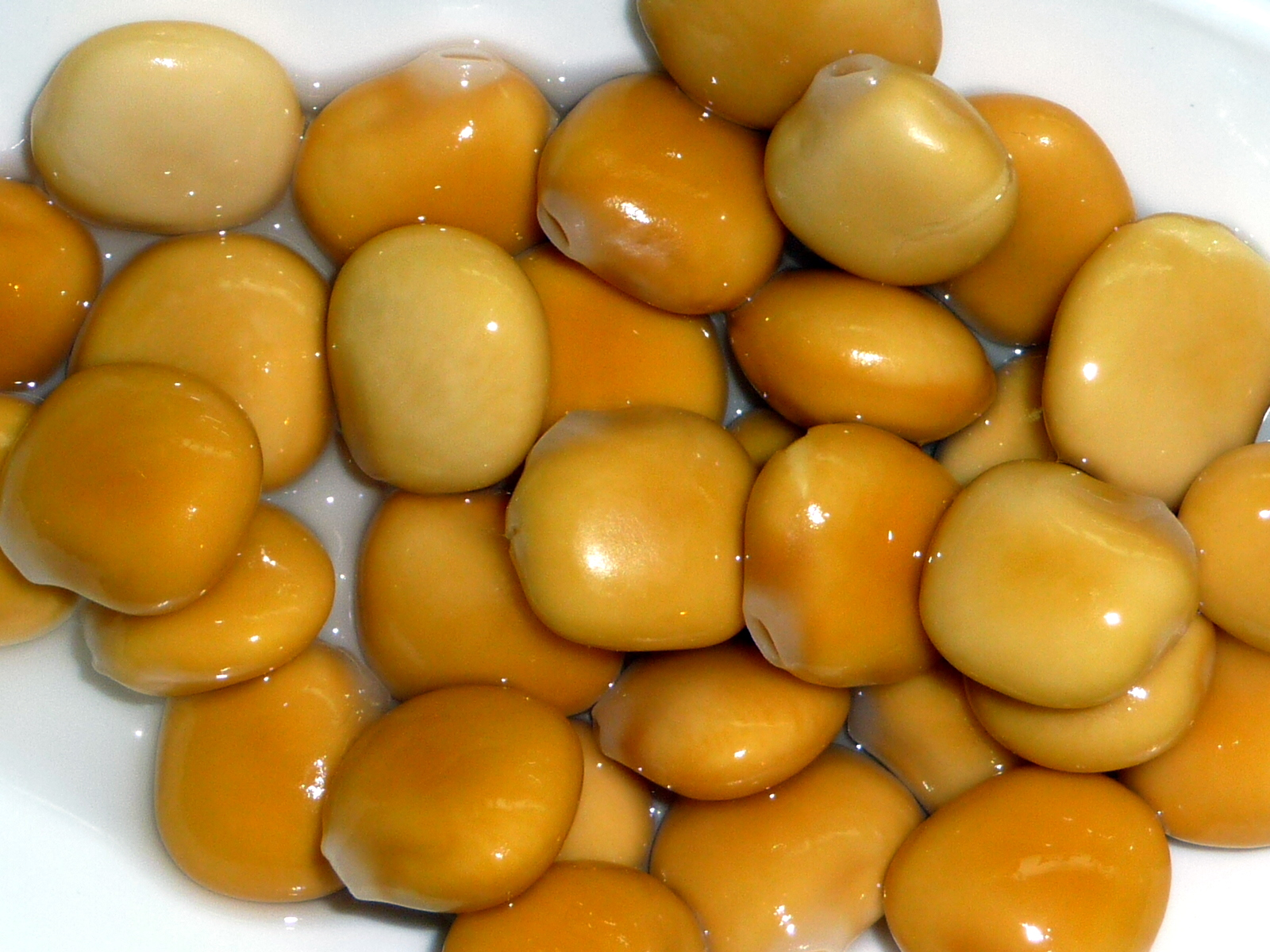
Boabe de Lupinus albus

Lupinul este o plantă care se cultivă pentru nutreț și pentru îngrășământ verde.
Anumite varietăți de lupin (Lupinus albus - lupin alb, Lupinus luteus - lupin galben, Lupinus angustifolius - lupin albastru) sunt folosite în alimentație, în special în zona mediteraneană.